# Scytalopus meridanus
El churrín de Mérida (Scytalopus meridanus), también denominado tapaculo de Mérida (en Colombia) o pájaro ratón de Mérida (en Venezuela), es una especie de ave paseriforme perteneciente al numeroso género Scytalopus de la familia Rhinocryptidae. Es endémico de Venezuela.

## Distribución y hábitat
La subespecie meridanus se distribuye en los Andes del oeste de Venezuela, en Mérida y Táchira y fuscicauda se distribuye también por los Andes del sur de Lara y Trujillo.
Es común en el sotobosque de bosques montanos y sus bordes, principalmente entre los 1600 y los 3300 m s. n. m. de altitud.

## Taxonomía
La presente especie ya fue considerada como subespecie de Scytalopus latebricola.
La subespecie Scytalopus meridanus fuscicauda, el churrín de Lara, fue tratada como especie plena por algunos autores, pero la Propuesta N° 389 al South American Classification Committee (SACC) fue aprobada en considerarla conespecífica con S. meridanus, sobre la base de los estudios de Donegan y Avendaño (2008).